# 제6합성여단
제6합성여단(중국어 간체자: 合成第六旅, 영어: 6th Heavy Combined Arms Brigade)은 중부전구 소속 중국 인민해방군 육군의 제82집단군 예하 중(重)형 합성여단으로, 베이징 창핑구에 주둔하고 있다. 이 부대는 옛 전차 제6사단, 장갑 제6사단이었다.
장비로는 99식 A2 전차, 98식A 전차, 96식 전차, 88식B 전차를 운용하고 있다.

## 역사

### 제6전차사단
1969년 9월 10일, 제6전차사단이 공식적으로 창설되었다. 제6독립전차연대와 제392, 393, 401전차자행화포연대(坦克自行火炮团, 전차-자주포)가 각각 전차연대(坦克团)로 재편성되고 21부터 24번까지 순번을 부여받았다.
- 제21전차연대
- 제22전차연대
- 제23전차연대
- 제24전차연대

1971년 9월 1일, 제22전차연대가 제81사단의 사단 전차연대로 지정되어 나갔다. 1976년, 제6전차사단이 화이렌탕 사변에 가담할 수 있다는 정보를 들은 총정치부 선전부의 부장이자 부국장인 장추차오가 시찰하였다. 사건이 마무리되어 혐의가 없어질 때까지 제3경위사단의 사단 전차연대의 감시를 받았다.
1983년 3월에 제23전차연대가 사단에서 나가고, 제38군의 기갑보병연대와 포병연대, 고사포연대가 사단으로 들어왔다. 기갑보병연대은 곧 기계화보병으로 전환되었다.
- 제21장갑연대
- 제22장갑연대
- 제23장갑연대
- 기계화보병연대
- 포병연대
- 고사포연대(高炮团)

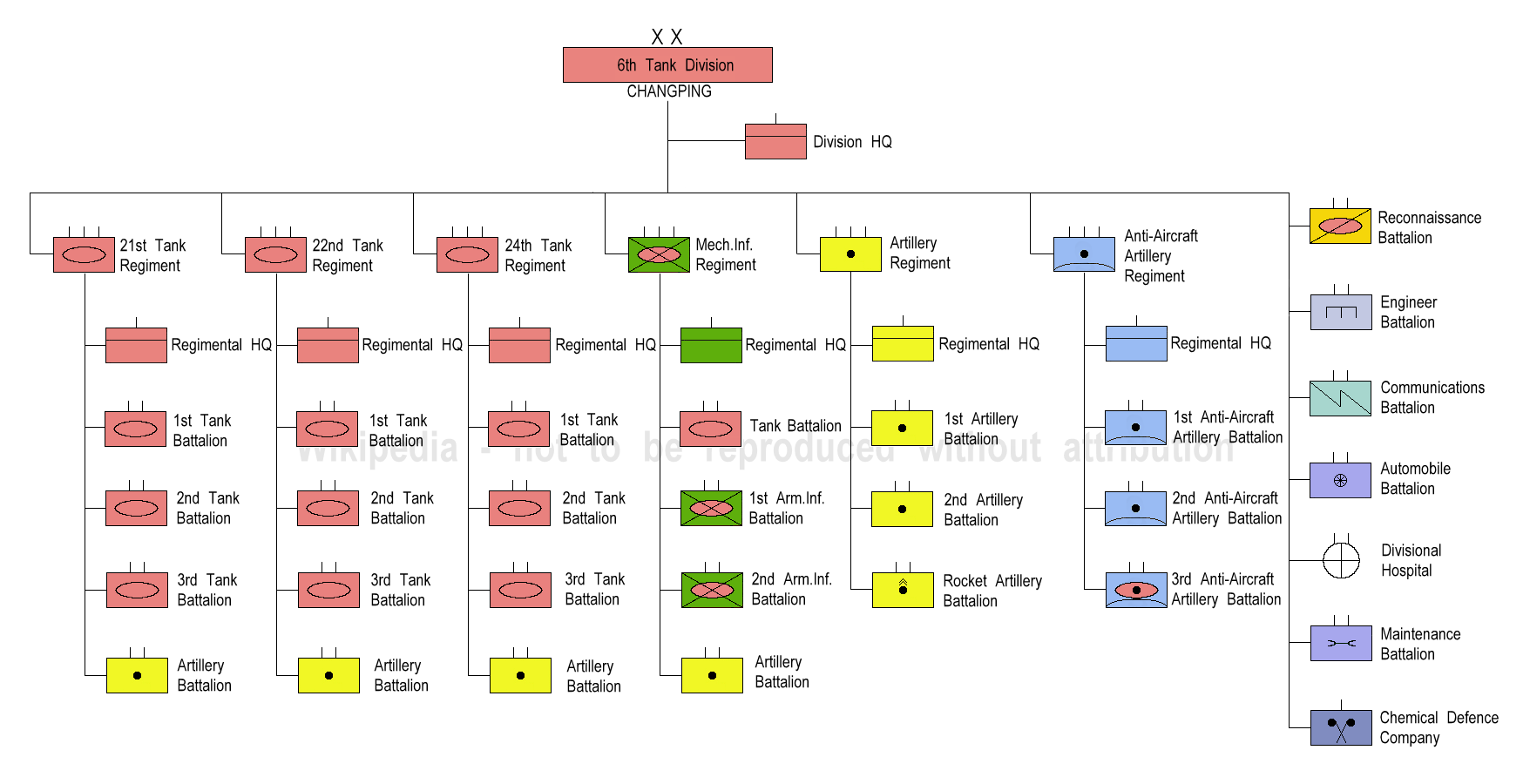
제6장갑사단의 전투 서열 표 (1984년~1998년)

제6전차사단이 1989년 6월 4일에 일어난 톈안먼 사건의 진압부대로서 투입되었다. 제1전차사단이 원래 진압부대였으나, 탱크맨으로 불리는 신원미상의 시위자에게 가로막혀 현장에 가지 못했기 때문이었다.

### 제6장갑사단
1998년에 기계화보병연대가 사단에서 나가고, 전차연대는 장갑연대装甲团)로, 고사포연대는 방공연대(防空团)로 재편성되었다.
- 제21장갑연대
- 제22장갑연대
- 제24장갑연대
- 포병연대 - 83식 152mm 자주포, 89식 122mm 다연장로켓
- 방공연대 - 95식 자주대공포

### 제6합성여단
2017년, 인민해방군 재편성에서 제22장갑연대가 사단을 나가서 제189중(重)형합성여단으로, 제6장갑사단도 제6중(重)형합성여단으로 개편되었다.

## 계보
- 1969년 9월 10일, 坦克第六师→전차 제6사단
- 1998년 9월 10일, 装甲第六师→장갑 제6사단
- 2017년 2월, 合成第六旅→합성 제6여단